# Schwabylon
Das Schwabylon war von 1973 bis 1979 ein Einkaufs- und Freizeitzentrum an der Leopoldstraße 202/202a in München-Schwabing. 

## Geschichte der Bezeichnung
Die Bezeichnung Schwabylon ist ein Kofferwort aus den Begriffen Schwabing und Babylon. Der österreichische Schriftsteller Alexander Roda Roda hatte bereits 1921 eine Geschichten- und Anekdotensammlung mit dem Titel Schwabylon oder: Der sturmfreie Junggeselle veröffentlicht. 1928 trug das Fest der Akademie der Bildenden Künste München den Namen „Schwabylon“. Der Berliner Journalist und Schriftsteller Arnold Bauer setzte sich in einem Bericht über den Münchner Fasching 1949 kulturkritisch mit diesem auseinander und nahm Anstoß an diversen Erscheinungen, die er als „Zivilisationsbarbarei“ brandmarkte. Dennoch: „Zu einer langsam gesundenden Gesellschaft gehört als korrespondierender Gegensatz die Bohème. […] Babylon ist hin – es lebe Schwabylon!“ Der Name des Einkaufszentrums hatte noch einen weiteren Bezug. Als „Babylon“ hatte der Münchner Kardinal Julius Döpfner 1972 das Stachusbauwerk bezeichnet, das unterirdische Einkaufszentrum unter dem Stachus.

## Gebäude
Der Augsburger Immobilienunternehmer Otto Schnitzenbaumer (1922–2012) ließ das Gebäude vom Schweizer Architekten Justus Dahinden (1925–2020) planen, der 1971 das 500 Meter entfernte Restaurant Tantris geplant hatte. 1973 wurde es für 160 Millionen DM gebaut und am 9. November 1973 eröffnet.
Das Schwabylon zeichnete sich durch seine ungewöhnliche Architektur aus: Es war fast fensterlos und erinnerte von außen an eine Stufenpyramide, auf die eine stilisierte aufgehende Sonne in knalligen Farben (rot, orange, gelb) aufgemalt war. Mit den Worten Justus Dahindens: „Die aufgehende Sonne an der Stufenpyramide des Schwabylon soll mehr sein […] als bloße originelle Fassadengraphik. […] Hier soll die funktionale Zweckarchitektur durch einen übergeordneten künstlerischen Eingriff entfremdet und humanisiert werden.“ Wegen dieser Bemalung erhielt das Schwabylon in der Bevölkerung schnell den Titel "Nimm-2-Tüte". Im Gebäude selbst existierten keine Treppen, sondern lediglich Rampen.
Der Gesamtkomplex bestand aus mehreren Bauteilen: einem Hotel samt Ladenzentrum, Büros und Wohnungen und dem eigentlichen Schwabylon, das „Einkaufspromenaden mit rund 100 Läden, Boutiquen und Galerien, 12 Restaurants, einen Biergarten mit knorrigen alten Kastanien, eine Spielhalle, Kino, Sportanlagen, römische Thermen, Sauna, Solarium, Schwimmbad und eine Kunsteisbahn“ umfasste. Vom benachbarten Hotel Holiday Inn kam man in den dreistöckigen Nachtclub Yellow Submarine, der „ringsum von einem 600 000 Liter fassenden Wassertank umgeben [ist], in dem sich die über 30 Haifische tummeln“.
Das Schwabylon erwies sich jedoch als Fehlinvestition. Bereits zum Jahresende 1974 wurde den letzten sechs von anfänglich 86 Ladenmietern gekündigt. Damit stand das Ladenzentrum bereits nach 14 Monaten wieder leer. Der leerstehende Teil des Gebäudes wurde im Frühjahr/Sommer 1979 abgerissen. Auf dem Grundstück errichtete das Versicherungsunternehmen DBV-Winterthur in der Folge einen Verwaltungsbau.
Erhalten blieben Teile des unterirdischen Schwimmbads, die Tiefgarage und der zum Gesamtkomplex gehörende Nachtclub (allerdings ohne Haifischbecken), das Holiday Inn Hotel von Fritz Hierl und die hohen Appartementhäuser von Ernst Barth dahinter (Leopoldstraße 204/206). Die Appartementhäuser und das Holiday Inn Hotel überlebten durch ominöse Immobiliengeschäfte, die der Bauherr Otto Schnitzenbaumer unternommen haben soll (Helaba-Skandal). Das Hotel und der Nachtclub wurden, trotz Protesten und Bemühungen für den Erhalt aus der Bevölkerung, im Januar 2013 abgerissen, um Platz für den Neubau des Schwabinger Tors zu schaffen.

## Rezeption
Das Schwabylon hinterließ einen prägenden Eindruck in München. So ziert eine Außenaufnahme des Schwabylons das Plattencover der 1997 erschienenen LP/CD The Sound Of Munich der Münchener Band Merricks. In der Derrick-Folge Ein Koffer aus Salzburg (1975) ist das Schwabylon mehrmals prominent im Bild zu sehen, Teile der Handlung sollen sogar im Inneren spielen. Ein Teil der Folge Maulhelden der Serie Münchner Geschichten wurde in der Eishalle gedreht. Das Schwabylon sieht man auch ein paar Minuten von innen in Fassbinders Film Faustrecht der Freiheit Die britische Rockband Queen absolvierte eine Fotosession im Schwabylon.

## Trivia
Seit den 2010er Jahren wird Berlin aufgrund des Klischees zugezogener Schwaben scherzhaft als „Schwabylon“ bezeichnet.